# Assistance vidéo à l'arbitrage
Pour les articles homonymes, voir Avar (homonymie).

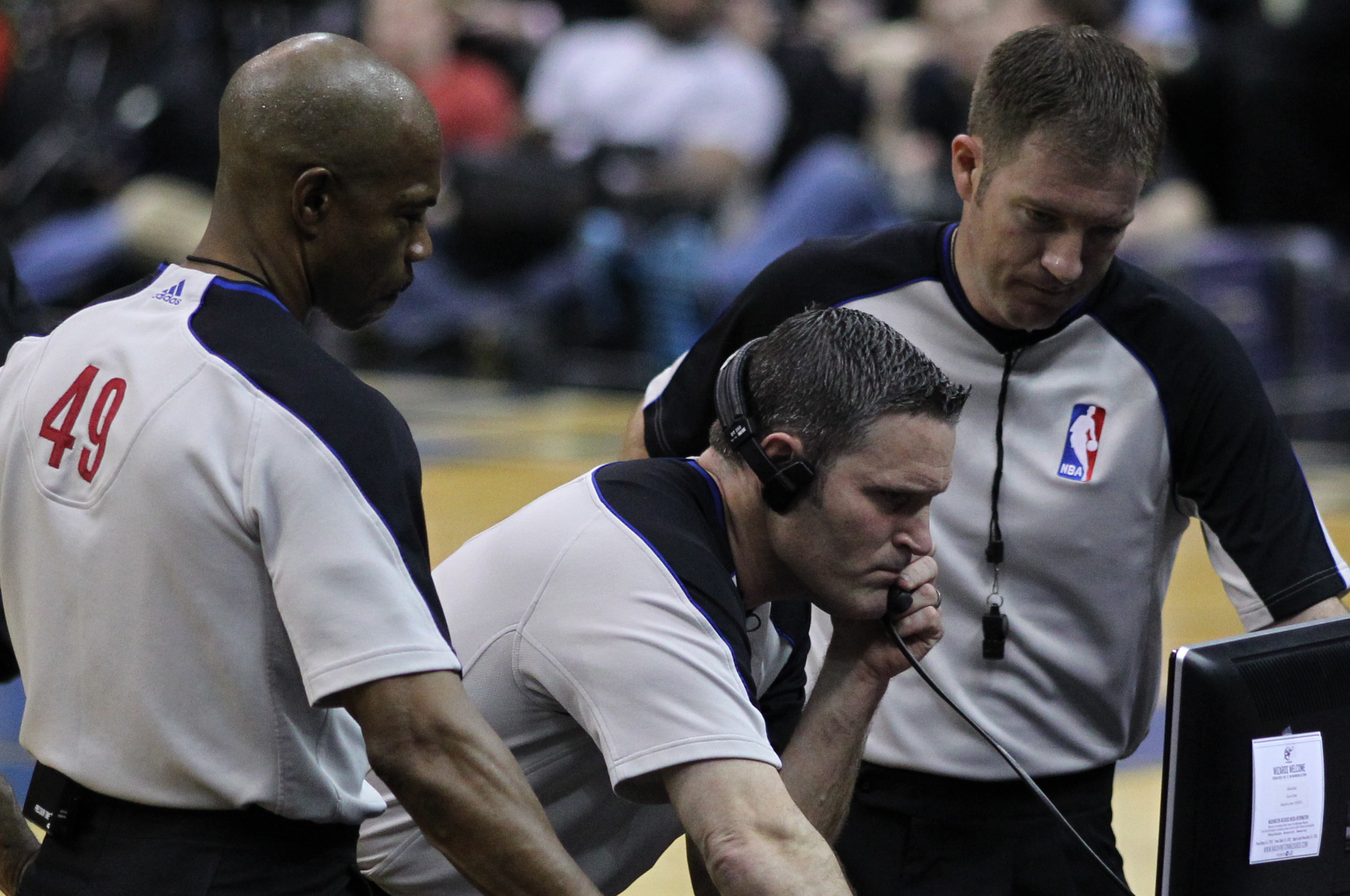
Arbitres de basket-ball utilisant l'arbitrage vidéo en NBA (2011).

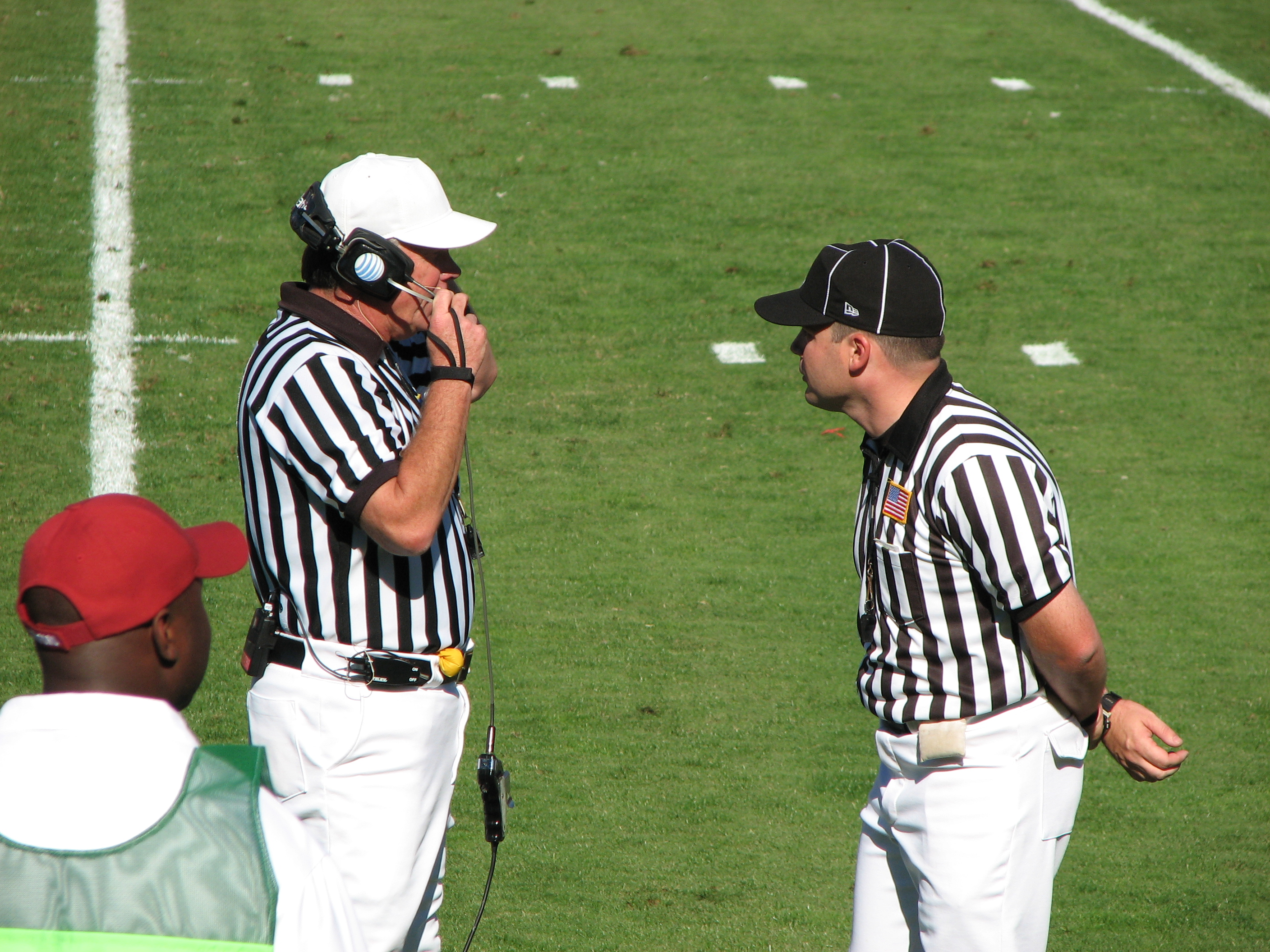
Arbitre de football américain faisant appel à l'arbitrage vidéo

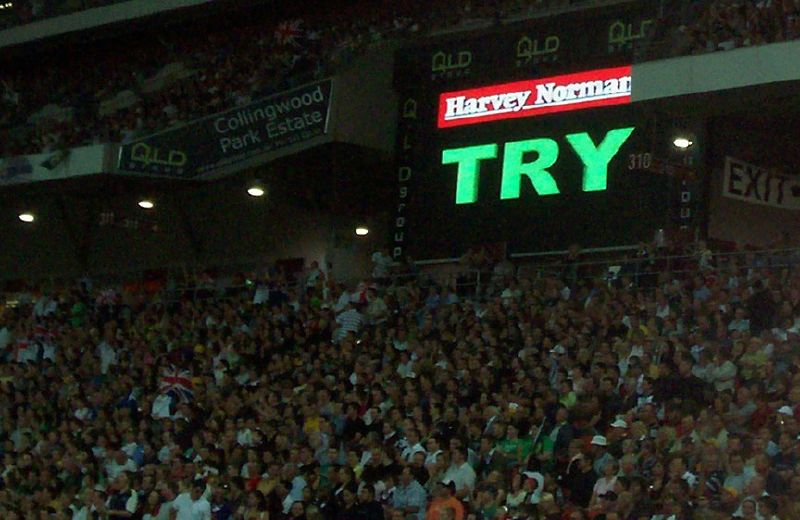
En rugby à XIII, essai accordé à la suite de l'arbitrage vidéo

L'assistance vidéo à l'arbitrage (AVAR) est un dispositif employé dans certains sports pour aider les arbitres dans leurs décisions.

## Description
Dans certains sports, les arbitres ont la possibilité de revoir une action litigieuse filmée soit par une caméra de télévision, soit par une caméra réservée exclusivement à cette fonction. Un dispositif de caméras types Superloupes et d'ordinateurs appelé Hawk-Eye permet aussi de vérifier que la balle a ou non franchi la ligne, dans le tennis et le cricket notamment.
L'arbitrage vidéo permet également de détecter les éventuelles simulations.
En quart de finale de la coupe du monde de football 1986, le premier but du 1/4 de finale est marqué par Maradona à l'aide de la main, qui sera appelé la « Main de Dieu » à la suite des commentaires de fin de match donnés par Maradona.
Ce but émanant d'une tricherie manifeste, lourd de conséquences pour l'adversaire anglais, tout comme en rugby l’essai irrégulier de Gary Whetton, privant les Grenoblois du titre de champion 1993 dans un contexte politique tendu sont souvent pris en exemple par les partisans de l'arbitrage vidéo pour l'introduction de cette technologie dans les compétitions de haut niveau.
L'assistance vidéo à l'arbitrage a également fait débat au sein des milieux politiques. En effet, suite au but inscrit par le footballeur angolais du Benfica Lisbonne Vata, en demi-finale de la Coupe des clubs champions européens contre l'Olympique de Marseille, le Premier Ministre français de l'époque Michel Rocard suggérait l'idée d'instaurer un écran de contrôle pour éviter de telles fraudes.

## Baseball
L'assistance vidéo en baseball (en) existe officiellement depuis 2008 dans la Ligue majeure de baseball.

## Basket-ball
La vidéo est introduite en juillet 2007 par la NBA pour juger des paniers marqués au buzzer à la fin de chaque quart-temps.

## Cricket
Le cricket utilise un troisième arbitre (en), hors du terrain, disposant notamment de la vidéo, à la suite d'expérimentations menées en 1992.

## Football
En avril 2017, la FIFA a voté en faveur de l'utilisation de l'assistance vidéo à l'arbitrage — souvent appelée « arbitrage vidéo » par raccourci ou « VAR » d'après l'anglais video assistant referee, arbitre assistant vidéo — pour la Coupe des confédérations 2017 et la Coupe du monde de football de 2018.

## Football américain
L'arbitrage vidéo a été utilisé dès 1986 ; c'est l'arbitre qui avait alors l'initiative de revoir, ou pas, les images des actions litigieuses (visibles également par le public), mais les injustices jugées non résolues, voire aggravées, par ce système ont conduit à son abolition en 1992.
En 1999, il réapparaît, avec une revue systématique de toutes les actions où une équipe marque des points ou perd la possession de la balle. De plus, chaque coach a la possibilité de le demander deux fois par match, l’arbitre ayant ensuite 1 min 30 pour revoir l’action sur un moniteur puis rendre sa décision (retransmise dans le stade). Si l'arbitre maintient sa décision, un temps mort est décompté au head coach demandeur. Dans les deux dernières minutes d'une mi-temps et en prolongation, seul l'arbitre peut demander une révision vidéo. Même s'il est un peu long, l'arbitrage vidéo est maintenant bien accepté.

## Handball
Depuis 2012, l’équipe VISION SPORT développe un système d’arbitrage vidéo en partenariat avec la Fédération Française de Handball. Ce système est utilisé lors des FINAL4 de la Fédération Européenne de Handball et les championnats d'Europe féminin et masculin depuis 2016.
C’est au Qatar, à l’occasion des 24èmes championnats du monde de Handball masculin que la vidéo a été utilisé dans une compétition majeure de handball (Goal line Technology).
Ce système est également utilisé à l'occasion des compétitions européennes de BEACH HANDBALL. Il permet en particulier aux arbitres de valider (ou non) des buts grâce à une ligne virtuelle visible sur un écran.

## Rugby à XIII
L’assistance vidéo est très tôt apparue dans ce sport, certains reconnaissant même au rugby à XIII un rôle précurseur, en indiquant, par exemple, que Jacques Fouroux, responsable du Paris-Saint-Germain RL au milieu des années 1990, en était un des initiateurs.
Il est depuis lors devenu, par principe,  un dispositif utilisé par défaut lors des grandes compétitions ( Coupe du monde, championnat australien , Super League....). En France, certains matchs du championnat national y ont aussi recours , mais dans la mesure où toute une logistique technique est nécessaire, il s'agit principalement des matchs retransmis à la télévision : la chaine diffuseuse, ou le producteur fournissant les images.  Quand l'arbitrage vidéo est techniquement impossible,  des arbitres de lignes d'en but supplémentaires officient en plus de l'arbitre central et des juges de touches.
A noter que si l’assistance par  vidéo est demandée par l'arbitre, en championnat australien  il peut parfois être demandé par le capitaine de chaque équipe. On parle alors de Captain Challenge. Il n'est possible que dans des conditions bien précises.

## Rugby à XV
Depuis 2001 pour les compétitions internationales, 2006 en France pour le Top 14, un arbitre vidéo est appelé à se prononcer sur la validité d'un essai dans l'en-but. Cette utilisation a été progressivement étendue, soit par le Board soit par les fédérations nationales, jusqu'à deux temps de jeu précédant l'essai, pour les en-avant. Il peut maintenant aussi alerter l'arbitre central en cas d'actes d'anti-jeu, déloyal ou dangereux. Il peut également être appliqué en cas de doute sur la réussite ou pas d'un coup de pied, d'un ballon mort ou d'une touche de but.
Il est appelé TMO (Television Match Officer).